# Alfred Huber (Komponist)
Alfred Huber (* 1962 in Linz) ist ein österreichischer Komponist, der sich auch als Festspielleiter durch die Vernetzung von Neuer Musik und Neurokognitionsforschung etabliert hat.

## Leben
Alfred Huber studierte zunächst von 1981 bis 1987 Medizin an der Universität Wien. Parallel zur Ausbildung zum Neurochirurgen an der Landesnervenklinik Oberösterreich nahm er von 1990 bis 1992 Tonsatz- und Kompositionsstudien bei Gunter Waldek am Brucknerkonservatorium Linz. Von 1992 bis 2000 absolvierte er ein Kompositionsstudium bei Herbert Willi am Landeskonservatorium in Feldkirch. Seine Werke wurden durch die Radiostationen Radio ORF, RAI, Bayern 4 Klassik und SWR 2 ausgestrahlt.
Im Jahr 2009 gründete er das Festival „Emotion and meaning in music“, das 2009 in Kempten im Allgäu, 2010 in Feldkirch/Vorarlberg stattfand, und bei dem  Eckart Altenmüller, Stefan Koelsch und John Sloboda als Dozenten gastierten. Im Zentrum des Festivals stand die Frage, welche neurokognitiven Vorgänge sich bei der Wahrnehmung speziell zeitgenössischer Musik ereignen, mit dem Ziel einer Vernetzung von Kunst und Wissenschaft.

## Werke
Die Werkliste von Alfred Huber umfasst sinfonische Werke ebenso wie Kammermusik und Werke für Tanz- und Musiktheater.
Seine Werke wurden u. a. im Wiener Musikvereinssaal, beim Kuhmo Chamber Festival, bei den Enoarmonie Cividale, in Ljubljana, Florenz und Bregenz sowie in den USA aufgeführt. Vychod...Lichter zeigen an den Tag, Op. 21 entstand als Auftragskomposition der Europäischen Wochen Passau 2012.